# Mask Off
Mask Off is een nummer van de Amerikaanse rapper Future 2017. Het is de tweede single van zijn titelloze vijfde studioalbum.
"Mask Off" bestormde wereldwijd de hitlijsten. Het trapnummer behaalde de 5e positie in de Amerikaanse Billboard Hot 100. In de Nederlandse Top 40 haalde het nummer een bescheiden 19e positie, terwijl in de Vlaamse Ultratop 50 was het goed voor een 33e positie.